# Dendrobium tricuspe
Dendrobium tricuspe är en orkidéart som först beskrevs av Carl Ludwig von Blume, och fick sitt nu gällande namn av John Lindley. Dendrobium tricuspe ingår i släktet Dendrobium, och familjen orkidéer. Inga underarter finns listade i Catalogue of Life.